# Robert Sanderson McCormick

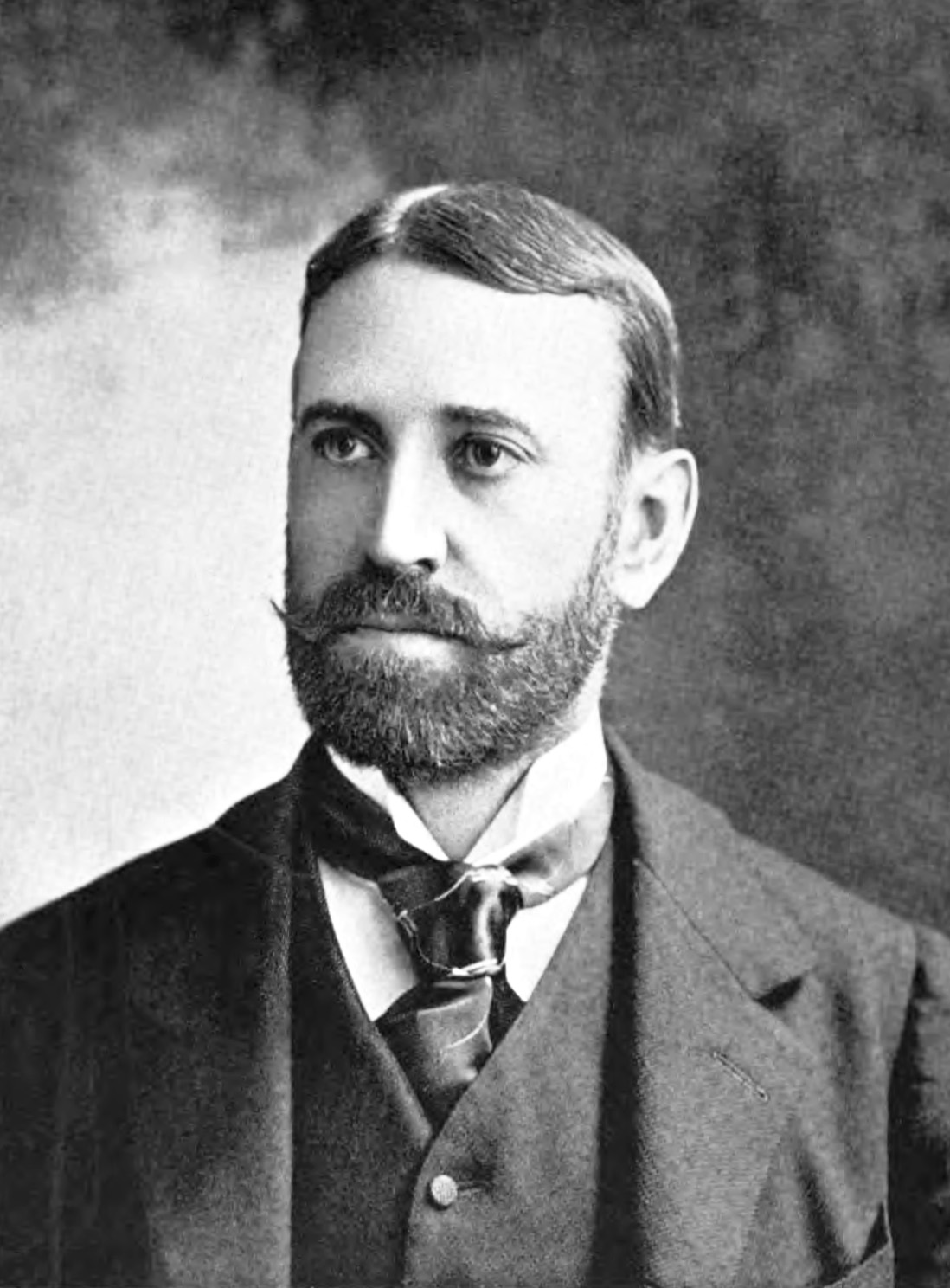
Robert Sanderson McCormick

Robert Sanderson McCormick (* 26. Juli 1849 im Rockbridge County, Virginia; † 16. April 1919 in Hinsdale, Illinois) war ein US-amerikanischer Diplomat.

## Leben
McCormick war ein Sohn des Unternehmers William Sanderson McCormick und dessen Ehefrau Mary Ann Grigsby McCormick. Sein jüngerer Bruder war der Unternehmer William Grigsby McCormick. UnterNach einem Studium an der University of Virginia war er als Getreidemakler tätig und trat später in das von seinem Onkel Cyrus McCormick Landmaschinenunternehmen ein, in dem auch sein Vater sowie sein Onkel Leander J. McCormick tätig waren und aus dem die 1884 gegründete McCormick Harvesting Machine Company hervorging. Er war zwischen 1889 und 1893 Privatsekretär des Außerordentlichen Gesandten und Bevollmächtigten Ministers im Vereinigten Königreich, Robert Todd Lincoln.
Am 7. März 1901 wurde McCormick als Nachfolger von Addison C. Harris zum Außerordentlichen Gesandten und Bevollmächtigten Minister in Österreich ernannt und übergab dort am 29. April 1901 sein Akkreditierungsschreiben. Am 26. Juni 1902 erfolgte seine Beförderung zum Außerordentlichen und Bevollmächtigten Botschafter in Österreich-Ungarn und verblieb auf diesem Posten bis zum 29. Dezember 1902, woraufhin Bellamy Storer seine dortige Nachfolge antrat. Er selbst wiederum wurde am 26. September 1902 zum Außerordentlichen und Bevollmächtigten Botschafter in Russland ernannt und löste dort nach Übergabe seines Beglaubigungsschreibens am 12. Januar 1903 Charlemagne Tower, Jr. ab. Von diesem Posten wurde er am 27. März 1905 abberufen und im Anschluss von George von Lengerke Meyer abgelöst. Am 8. März 1905 erfolgte seine Ernennung zum Außerordentlichen und Bevollmächtigten Botschafter in Frankreich, wo er nach Übergabe seines Akkreditierungsschreibens am 2. Mai 1905 Horace Porter ablöste. Aufgrund seines Gesundheitszustandes wurde er am 2. März 1907 von diesem Posten abberufen.
1876 heiratete McCormick Katherine Van Etta Medill McCormick, deren Vater Joseph Medill 1847 Gründer der Tageszeitung Chicago Tribune sowie zwischen 1871 und 1873 Bürgermeister von Chicago war. Aus dieser Ehe gingen drei Kinder hervor, darunter der republikanische Politiker Joseph Medill McCormick, der Illinois sowohl als Mitglied im US-Repräsentantenhauses als auch im US-Senat vertrat, und der mit der republikanischen Politikerin Ruth McCormick-Simms verheiratet war, deren Vater Mark Hanna US-Senator aus Ohio war und die als erste Frau ebenfalls Illinois als Mitglied im Repräsentantenhaus vertrat. Sein jüngerer Sohn Robert R. McCormick war Eigentümer und Herausgeber der von seinem Großvater gegründeten Chicago Tribune. Nach seinem Tode wurde er auf dem Graceland Cemetery in Chicago beigesetzt.